# アハサー

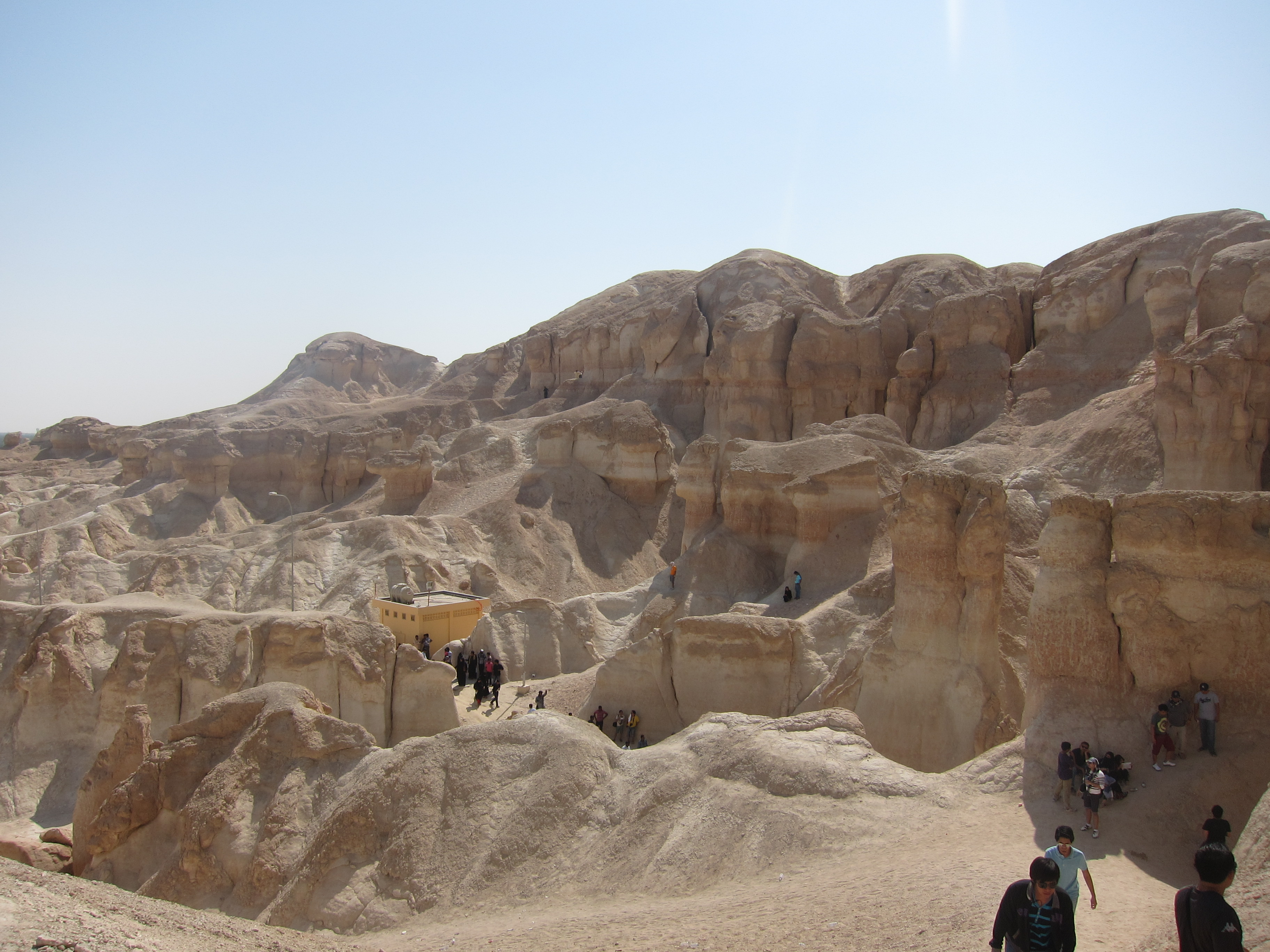
フフーフの東16kmに位置するカラ山

アハサー地方（アラビア語: الأحساء, ALA-LC: al-ʼAḥsāʼ, 湾岸地方の方言では al-ʼAhasāʼ）は、サウジアラビア東部州最大のオアシス地帯である。東はペルシア湾に面し、南はルブウアルハーリー砂漠、西はダハナー砂漠、北はクエートに囲まれた面積11万7,000平方キロメートルに及ぶ広大な地域である。1952年まで当地には、ペルシャ湾から内陸に60km程行った地点に存在する町フフーフを州都とするアハサー州が置かれていたが、これに周辺の辺境地域を加えて東部州が成立した。ハージャルとも呼ばれる。英語圏には al-Hasa の綴りで知られる。
アハサー地方は、歴史的にはアル＝バハライン（アラビア語: البحرين, ALA-LC: al-Baḥrayn）の一部として知られている。なお、「アル＝バハライン」が指す地理的空間は、オマーンとの国境地帯やアウワール島（現在のバーレーン国を構成する島）もその中に含む、アラビア半島の東海岸部の広大な地域であった。オアシス地帯であったアハサー地方は、このアル＝バハラインの中心地として栄え、当該地域では珍しく農業が可能な条件に恵まれたことから、多くの人口を養ってきた。

## 気候
| フフーフ(1985–2010)の気候            | フフーフ(1985–2010)の気候 | フフーフ(1985–2010)の気候 | フフーフ(1985–2010)の気候 | フフーフ(1985–2010)の気候 | フフーフ(1985–2010)の気候 | フフーフ(1985–2010)の気候 | フフーフ(1985–2010)の気候 | フフーフ(1985–2010)の気候 | フフーフ(1985–2010)の気候 | フフーフ(1985–2010)の気候 | フフーフ(1985–2010)の気候 | フフーフ(1985–2010)の気候 | フフーフ(1985–2010)の気候 |
| 月                                   | 1月                       | 2月                       | 3月                       | 4月                       | 5月                       | 6月                       | 7月                       | 8月                       | 9月                       | 10月                      | 11月                      | 12月                      | 年                        |
| ------------------------------------ | ------------------------- | ------------------------- | ------------------------- | ------------------------- | ------------------------- | ------------------------- | ------------------------- | ------------------------- | ------------------------- | ------------------------- | ------------------------- | ------------------------- | ------------------------- |
| 最高気温記録 °C （°F）               | 32.7 (90.9)               | 37.8 (100)                | 41.2 (106.2)              | 45.0 (113)                | 49.0 (120.2)              | 50.6 (123.1)              | 50.8 (123.4)              | 49.7 (121.5)              | 48.0 (118.4)              | 45.6 (114.1)              | 45.8 (114.4)              | 32.5 (90.5)               | 50.8 (123.4)              |
| 平均最高気温 °C （°F）               | 21.2 (70.2)               | 24.2 (75.6)               | 28.9 (84)                 | 35.1 (95.2)               | 41.5 (106.7)              | 44.4 (111.9)              | 45.7 (114.3)              | 45.4 (113.7)              | 42.3 (108.1)              | 37.6 (99.7)               | 29.9 (85.8)               | 23.4 (74.1)               | 35.0 (95)                 |
| 日平均気温 °C （°F）                 | 14.7 (58.5)               | 17.2 (63)                 | 21.5 (70.7)               | 27.2 (81)                 | 33.3 (91.9)               | 36.3 (97.3)               | 37.8 (100)                | 37.2 (99)                 | 33.8 (92.8)               | 29.2 (84.6)               | 22.4 (72.3)               | 16.6 (61.9)               | 27.3 (81.1)               |
| 平均最低気温 °C （°F）               | 8.5 (47.3)                | 10.6 (51.1)               | 14.3 (57.7)               | 19.6 (67.3)               | 24.9 (76.8)               | 27.6 (81.7)               | 29.4 (84.9)               | 28.9 (84)                 | 25.3 (77.5)               | 21.1 (70)                 | 15.6 (60.1)               | 10.5 (50.9)               | 19.7 (67.5)               |
| 最低気温記録 °C （°F）               | −2.3 (27.9)               | 1.0 (33.8)                | 0.7 (33.3)                | 7.3 (45.1)                | 17.0 (62.6)               | 18.3 (64.9)               | 19.8 (67.6)               | 19.7 (67.5)               | 17.3 (63.1)               | 13.0 (55.4)               | 5.8 (42.4)                | 0.8 (33.4)                | −2.3 (27.9)               |
| 雨量 mm （inch）                     | 15.0 (0.591)              | 11.6 (0.457)              | 16.2 (0.638)              | 10.7 (0.421)              | 2.1 (0.083)               | 0.0 (0)                   | 0.0 (0)                   | 0.9 (0.035)               | 0.0 (0)                   | 0.6 (0.024)               | 5.1 (0.201)               | 21.1 (0.831)              | 83.3 (3.28)               |
| 平均降水日数                         | 8.7                       | 5.8                       | 9.1                       | 7.3                       | 2.0                       | 0.0                       | 0.1                       | 0.2                       | 0.0                       | 0.3                       | 3.1                       | 7.2                       | 43.8                      |
| % 湿度                               | 55                        | 49                        | 44                        | 38                        | 27                        | 22                        | 23                        | 30                        | 33                        | 39                        | 47                        | 56                        | 39                        |
| 出典：Jeddah Regional Climate Center |                           |                           |                           |                           |                           |                           |                           |                           |                           |                           |                           |                           |                           |

## 歴史
この地域は乾燥地に囲まれた中で水が豊富に得られるため、有史以前より人が居住していた。当時から天然水が湧き出るオアシスであり、農業が行われていた。その中でも特にナツメヤシが栽培されていた。 
初期の歴史は東アラビアと大差が見られない。899年にカルマト派の指導者であるアブー・ターヒル・アル＝ジャンナービーの支配下に入り、アッバース朝からの独立を宣言した。この時の首都であるアル＝ムウミニーヤは現在のフフーフ近郊に位置していた。1000年前後にアル＝ハサーは世界9位と見積もられる人口を擁していたとされ、その人口は10万人とされている。1077年に、ウユーニー朝によって征服された。その後ウスフール朝の支配下に入り、ジャブル首長国に支配は受け継がれた。ジャブル首長国はこの近隣の地域を出自に持つ王朝で、ウユーニー朝末期にホルムズに奪われたバーレーン島を取り返す程成長した。
1521年、ポルトガル王国がアワル諸島（今日のバーレーン）をジャブル首長国のミクリン・イブン・ザーミルから奪い取り、ジャブル首長国は衰退した。ジャブル首長国はその状況下でオスマン帝国とムンタフィク族の連合から自らの領地を守らなければならなかった。しかし1550年にアハサー地方と隣接するカティーフはスレイマン1世によって征服され、オスマン帝国の支配下に入った。行政区画としてはエヤーレティ・ラフサーとなったが、ポルトガルの属国にされた事も多かった。
1600年代に入るとオスマン帝国は勢いを逸し、他方でポルトガルもイギリス帝国とサファヴィー朝によって1622年にホルムズから追放され、1670年にオスマン帝国はアハサー地方から撤退、バヌー・ハーリド部族の支配下に入った。
1790年にバニー・ハーリド部族はワッハーブ派のサウード家との戦争に敗れ、1795年にアハサー地方とカティーフは第一次サウード王国に編入されたが、1818年にムハンマド・アリーの侵入によって再びオスマン帝国領となった。その後再びバヌー・ハーリド部族がこの地を奪還したものの、1830年に第二次サウード王国に編入された。
1871年に三度オスマン帝国に編入され、アハサー地方はナジュド県の一部となり、ナジュド県の県庁はフフーフに置かれた。ナジュド県は当初バグダード州に含まれる県であったが、1875年にバスラ州に所属が変更された。1913年にアブドゥルアズィーズ・イブン・サウードがナジュド王国（後のサウジアラビア）の一部としてアハサー地方とカティーフを合併した（ナジュド及びハッサ王国）。
1922年12月2日にイギリスのパーシー・コックスがオカイル議定書でクウェートとの国境を策定。これに先立ってジョン・モアはクウェート、ナジュド双方の首長に会っている。この結果、この地域はナジュドに属すと画定され、現在に至っている。

## 経済

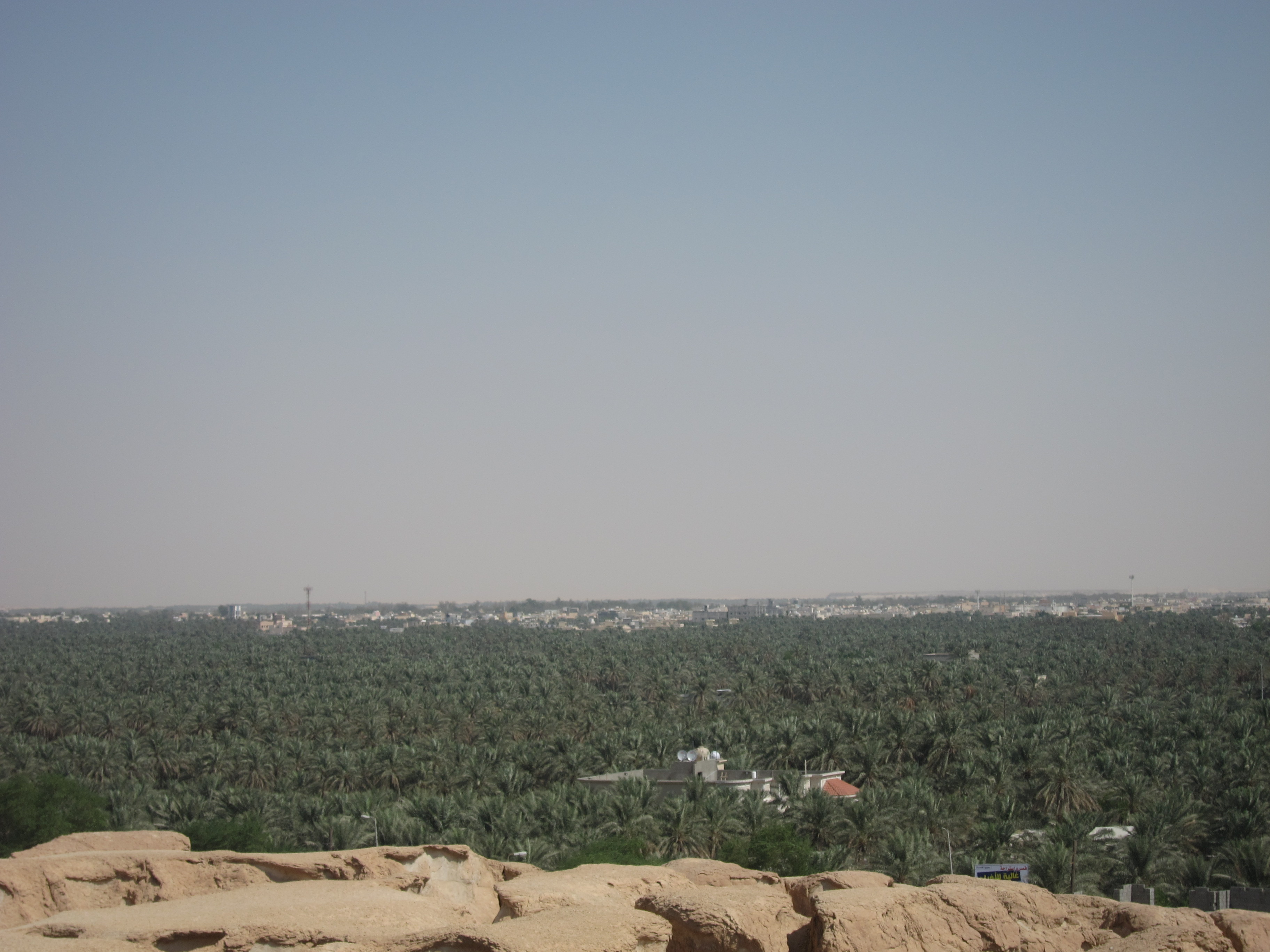
ナツメヤシで埋まるオアシス

古来からアラビア半島では珍しくコメ（赤米）の栽培が出来る地域であった。
1938年にダンマームの近くで石油層が発見されると、急速に現代化が進んだ。1960年代には1百万バレル (160,000 m3)に及ぶ石油が毎日生産されていた。今日でも伝統的な石油の産地として世界一となっている。
またナツメヤシでも有名である。このオアシスには3000万本とも言われるナツメヤシが植えられており、毎年10万トン以上の生産が為されている。

## 観光
アハサー地方には天然の泉が60から70程度存在している。
その他、古代から人が居住していたため、歴史的な遺跡も点在している。

## 世界遺産
この世界遺産となる文化的景観は庭園、運河、泉、井戸、農業用排水の湖（アル＝アスファル湖）、山、洞窟、村落、モスクなどの水管理システムと歴史的建造物を内包する。特に250万本のナツメヤシが生い茂るオアシスの風景が圧巻的である。

### 登録基準
この世界遺産は世界遺産登録基準のうち、以下の条件を満たし、登録された（以下の基準は世界遺産センター公表の登録基準からの翻訳、引用である）。
- (3) 現存するまたは消滅した文化的伝統または文明の、唯一のまたは少なくとも稀な証拠。
- (4) 人類の歴史上重要な時代を例証する建築様式、建築物群、技術の集積または景観の優れた例。
- (5) ある文化（または複数の文化）を代表する伝統的集落、あるいは陸上ないし海上利用の際立った例。もしくは特に不可逆的な変化の中で存続が危ぶまれている人と環境の関わりあいの際立った例。